# Zoom (singel Dr. Dre)
Zoom – singel amerykańskich raperów Dr. Dre i LL Cool J-a. Został wydany 26 grudnia, 1998 roku. Do utworu powstał teledysk.

## Lista utworów
| Nr | Tytuł          | Czas |
| -- | -------------- | ---- |
| 1  | "Radio Edit"   | 4:15 |
| 2  | "Instrumental" | 4:15 |

## Notowania
| Notowania (1998)                                  | Najwyższa pozycja |
| ------------------------------------------------- | ----------------- |
| U.S. Billboard Hot R&B/Hip-Hop Airplay            | 52                |
| U.S. Billboard Bubbling Under R&B/Hip-Hop Singles | 1                 |
| U.K. Singles Chart                                | 15                |